# Búbos gyöngytyúk
A búbos gyöngytyúk (Guttera plumifera) a madarak (Aves) osztályának a tyúkalakúak (Galliformes) rendjéhez, ezen belül a gyöngytyúkfélék (Numididae) családjához tartozó faj.

## Rendszerezése
A fajt John Cassin amerikai ornitológus írta le 1826-ban, a Numida nembe Numida plumifera néven.

## Alfajai
- Guttera plumifera plumifera (Cassin, 1857)
- Guttera plumifera schubotzi Reichenow, 1912[2]

## Előfordulása
Afrikában Angola, Egyenlítői-Guinea és Gabon Kamerun, a Közép-afrikai Köztársaság, a Kongói Köztársaság és a Kongói Demokratikus Köztársaság területén honos. Természetes élőhelyei a szubtrópusi vagy trópusi síkvidéki esőerdők, valamint másodlagos erdők. Állandó, nem vonuló faj.

## Megjelenése
Testhossza 51 centiméter, testtömege 750-1000 gramm.

## Természetvédelmi helyzete
Az elterjedési területe nagyon nagy, egyedszáma ugyan csökken, de még nem éri el a kritikus szintet. A Természetvédelmi Világszövetség Vörös listáján nem fenyegetett fajként szerepel.